# Quintessence: The Blighted Venom
Quintessence: The Blighted Venomm (zkráceně Quintessence TBV), je počítačová hra orientovaná především na příběh. Tato hra je kompatibilní s Windows 95, 98, 2000, XP, Vista, 7 i s Linuxem za použití Wine. V roce 2010 na serveru rpgmaker.net získala ocenění za design postav, za grafické zpracování hlavního menu, ukládací obrazovky (interface), za jednu nejlepších non-RPG her.

## Děj
Hra začne krátkým intrem, kde se nám představí její vývojáři. Po jeho skončení se objevíte v nějakém podzemí, kde musíte vyřešit rébus. Jak se prokoušete podzemím, dostanete se k postavě jménem Aghata. Chvíli spolu mluvíte, nakonec se, ale strhne bitva. tato scéna končí, tím že dívka jménem Lunair, několikrát naléhá na Reiviera, aby ji objal. Ten místo toho vytáhne meč a bodne ji (je to zřejmě proto, že už má manželku jménem Serai a Lunair ho tímto pořádně naštvala). Poté se Reivier objeví u jakési brány, kde je s ním Dasha a prosí ji aby ho dostala pryč odsud. Nakonec mu otevře bránu a je konec scény. Hra pokračuje po roce a půl, kdy je ve stanu se svou manželkou Serai.
Na začátku první kapitoly se toho moc zajímavého neděje. Prvním překvapením (alespoň pro mě) jsou puzze kde máte za úkol ulovit jelena, až ho chytíte, bude následovat dialog, kde Reivier a Vikon přemýšlí jak jej dostat do vesnice. Mezitím se jelen z pasti vysmekne, dialog pokračuje, ale trochu v jiném duchu, později se do pasti chytí králík. Vikon vám dá past jako omluvu za to, že selhala.
Jedné noci se Reivier vzbudí a zjistí, že Searai není ve stanu. Vydá se ji tedy hledat, dojde na její oblíbené místo. Zjistí, že Serai je zde. Chvíli spolu mluví, ale Reivier jí vůbec nechápe, jako by byla vyměněná. najednou se stane něco nečekaného Serai se promění v Lunair (Lunair nechala Serai unést, aby se Reivierovi pomstila). Vrhne se na něj a tím první kapitola končí.
Oba se probudí ve sklepě a s nimi jsou tu dva lidé. Lunair zjistí, že ty dva zná ze svého dětství. Z dokazováním toho, že jsou to opravdu oni mají dost problém, protože v jejich rodném městě je pravděpodobně úmyslně považují za mrtvé. Kardian byl v minulosti alchymista, jmenoval se Alden a pracoval na Quintessenci. Složil píseň pro Lunair. Kaire si Lunair hrála a říkala jí „Nairo.“ Kaire se dříve jmenovala Petal. Díky této známosti se Lunair rozhodne, že Reivierovy pomůže Serai najít.
Nebude to ovšem jednoduché, budou se muset vyhýbat nočním hlídkám, nebo se proměňovat ve strážce a spoustu jiných věcí...

## Další informace o hře
- Jazyk: Angličtina
- Licence: Freeware
- Oficiální web: Domovská stránka
- Vytvořeno v programu: RPG Maker XP

### Kapitoly
- Kapitola 1: A Familiar Stranger (známý cizinec)
- Kapitola 2: Past Acquaintance (seznámení z minulostí)
- Kapitola 3: Promise (slib)
- Kapitola 4: Envy (závist)
- Kapitola 5: Fulfilment (splnění)
- Kapitola 6: The Begining (začátek)
- Kapitola 7: Savior (zachránce)
- Kapitola 8: White Lie (nevinná lež)
- Kapitola 9: The Awekening (probuzení)
- Kapitola 10: Sleeping Angel (spící anděl)
- Kapitola 11: The Origin (původ)
- Kapitola 12: Squre One (čtvercová) - zatím nevyšla
- Kapitola 13: ???
- Kapitola 14: ???